# Pachyneurum grandiflorum
Pachyneurum es un género monotípico de plantas fanerógamas, pertenecientes a la familia Brassicaceae. Su única especie, Pachyneurum grandiflorum, es nativa de  Ecuador.

## Taxonomía
Pachyneurum grandiflorum fue descrita por Alexander von Bunge  y publicado en Del. Sem. Hort. Dorp. (1839) 8; et in Linnaea, xiv. (1840) Litt. 121.
Sinonimia
- Parrya grandiflora Schischk.
- Parrya microcarpa Ledeb.[3]